# Guira guira
El pirincho (Guira guira) es una especie de ave cuculiforme de la familia de los cucúlidos que habita en Argentina, Brasil, Bolivia, Uruguay y Paraguay (en Paraguay se le conoce como Piririta). Es la única especie conocida del género monotípico Guira. Su nombre proviene del Guaraní, en el cual Güira significa "Pájaro". se lo describió por primera vez en un compedio en el año 1648 por El Naturalista Alemán Georg Marcgrave en su obra Historia Naturalis Brasiliae, el cual lo solia llamar  "Guira angatara" (Pajaro Grande en Guaraní)

## Distribución
Está ampliamente distribuida por la Amazonía desde el noreste de Brasil hasta Bolivia, Paraguay, Uruguay y centro de Argentina. También se han encontrado algunos ejemplares en Perú, donde parece estar colonizando los hábitats semiabiertos y abiertos. No se conocen subespecies.

## Apariencia y Comportamiento
El Güira güira mide aproximadamente 34 cm de largo y pesa un promedio de 140 gramos. Los sexos son muy similares en apariencia, con el leve Dimorfismo Sexual siendo que la hembra es ligeramente más grande que el macho.
Ave carismático y de excéntrico aspecto. Su cuerpo blanco pálido contrasta con sus alas y cola oscuras. Su enmarañada cresta anaranjada se mantiene generalmente levantada de manera muy distintiva. También capta la atención a su pico y anillo ocular amarillos (Los cuales pueden ver sus colores atenuados en casos de Captividad) . Comúnmente se lo ve en grupos en áreas abiertas como matorrales, campos agrícolas, pastizales, así como en límites con zonas urbanas. Bastante escandaloso y sociable; emite una serie de notas descendentes: "pii-pii-pii-pirrrrr".
El canto del ave es inconfundible por ser largo y agudo, algo entre un silbido prolongado y un leve llanto.

## Comportamiento
Al igual que su pariente, el cuco ardilla, el Güira güira no es un volador especialmente hábil, y suele volar solo distancias y tiempos cortos. A menudo se le ve planeando o saltando de una punto de apoyo a otro mientras vocaliza con fuerza su vuelo. Aunque es principalmente un ave arbóricola , a menudo se la ve buscando alimento en el suelo, normalmente solo, pero con regularidad en bandadas de hasta 18 individuos. A diferencia de muchos de los cucos, el Güira güira no practica el parasitismo de cría o cleptoparasitismo.

### Alimentación
Es un depredador oportunista que recolecta pequeñas presas en el suelo o las busca entre el Follaje. Se alimenta de gusanos, insectos y otros artrópodos, renacuajos y ranas, huevos, aves pequeñas (especialmente polluelos) y pequeños mamíferos como ratones, Pese a que también se lo ha observado alimentándose en pequeños reptiles como pequeñas Lagartijas.

### Anidado
El nido se construye en la bifurcación de las ramas de un árbol, a una altura de 2 a 5 metros del suelo. Los huevos (que suelen ser entre 5 y 7) son de color verde oscuro y están cubiertos de una capa calcárea. Se incuban en nidos individuales o comunitarios, estos últimos pueden albergar hasta 20 huevos en simultáneo. Debido a la intensa competencia entre crías, la mortalidad es significativa, lo cual puede ser visto dado a la significativa cantidad de cascaras de huevos que hay en la cercanía del nido.

## Machirlo en norte de argentina
Argentina, Uruguay: pirincho
Paraguay: piririta

## Galería de imágenes

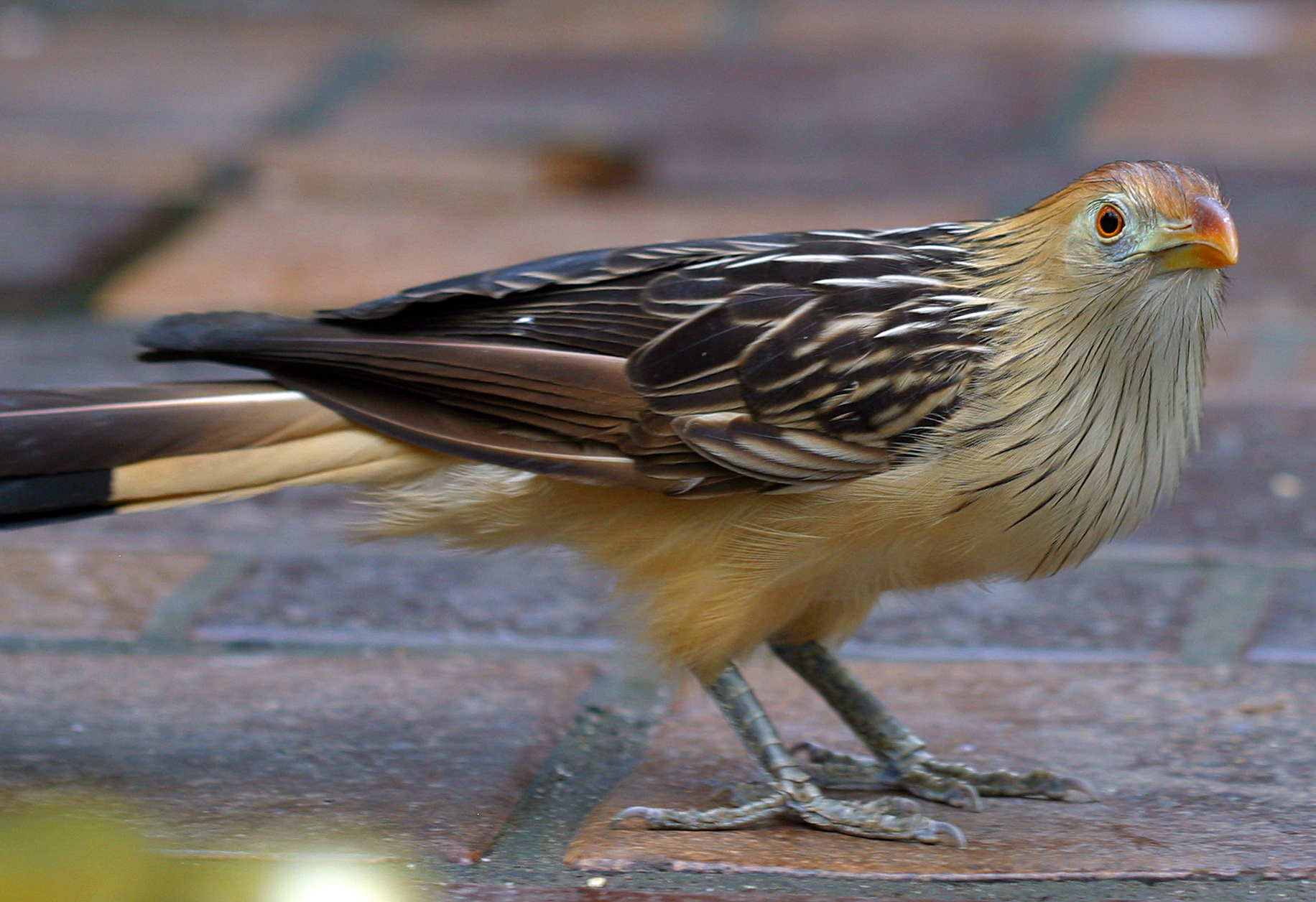
Piririta en Asunción, capital de Paraguay
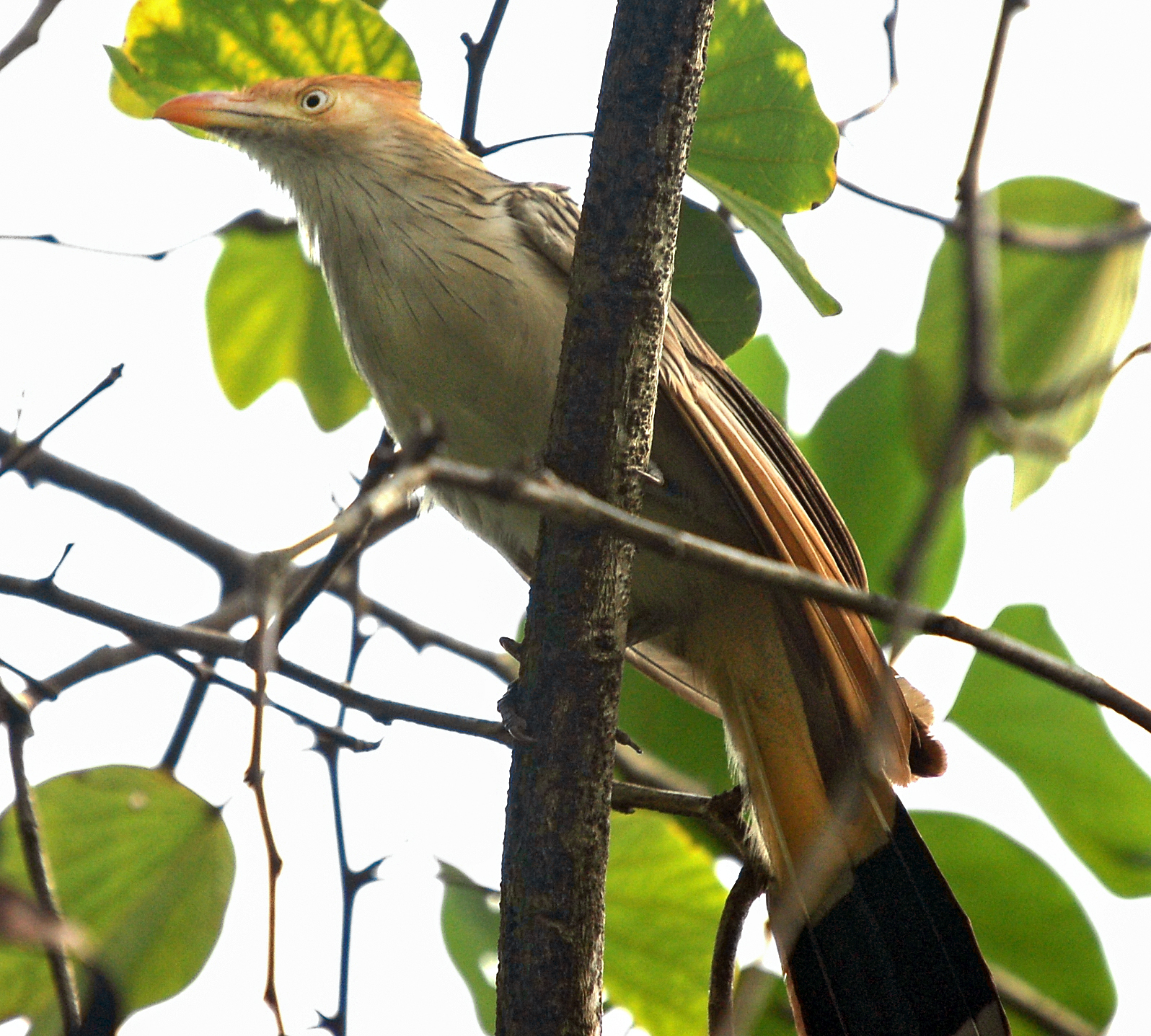
Piririta en itaguá, Paraguay
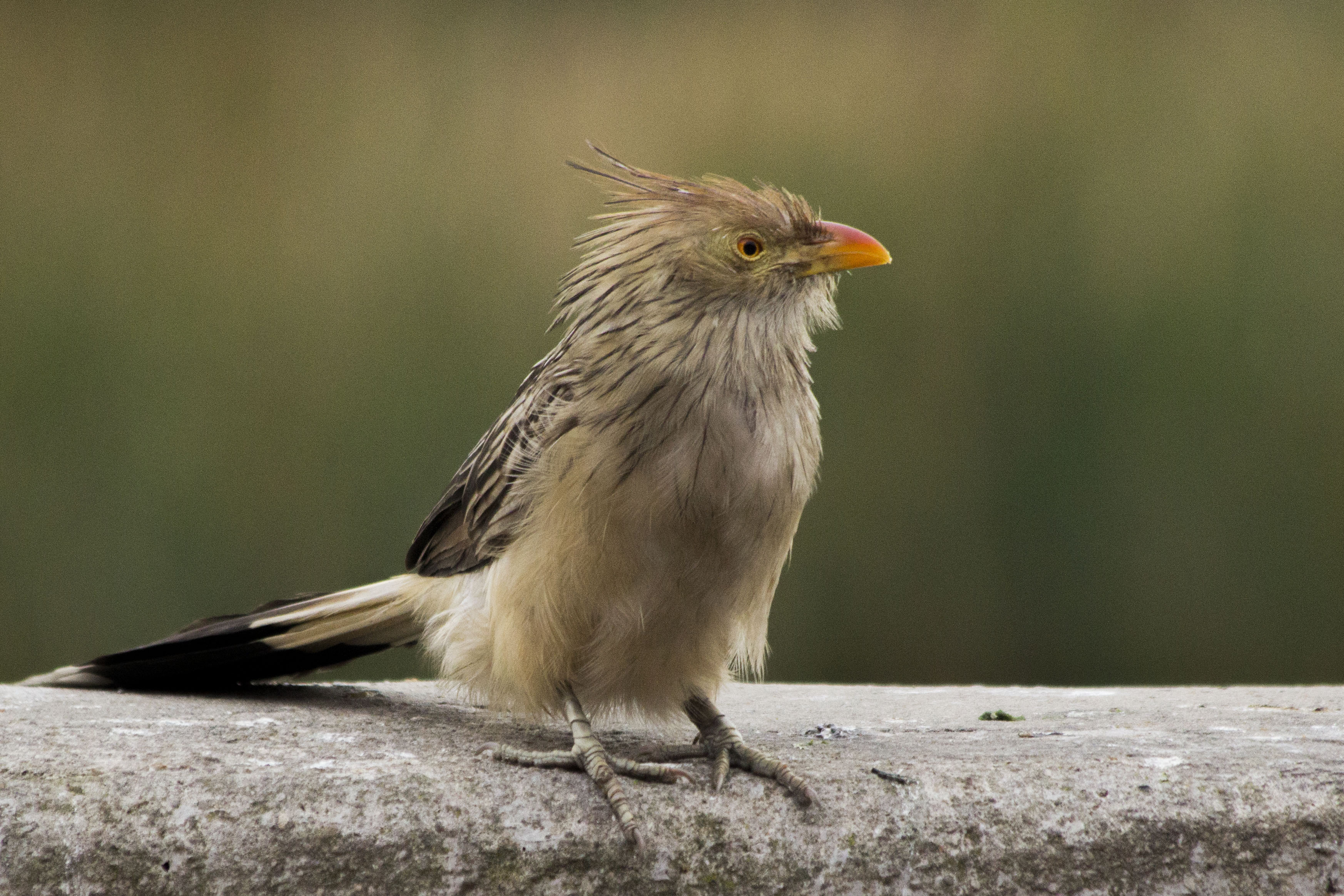
Pirincho en la Reserva Ecológica de Buenos Aires
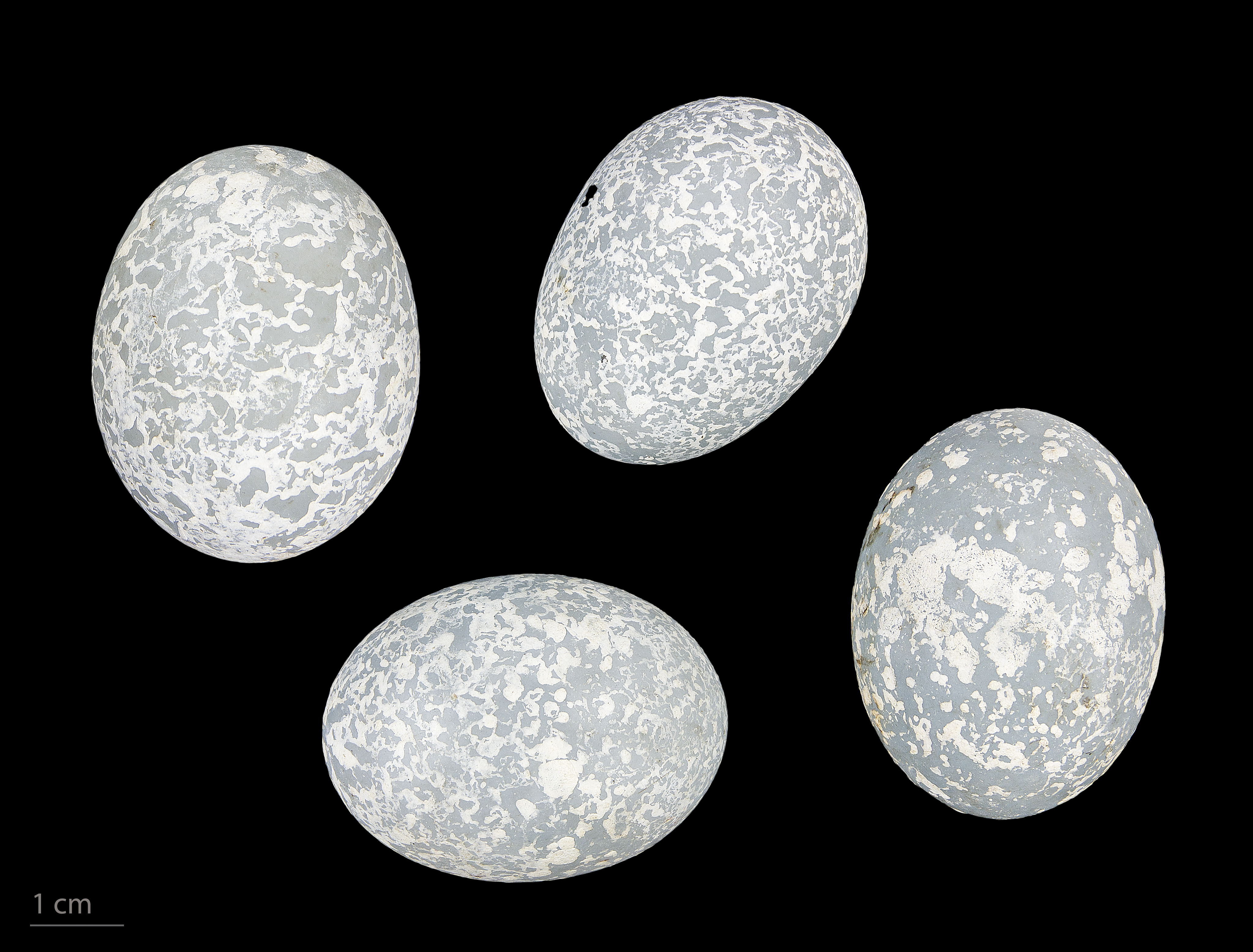
Guira guira - MHNT